# Tigri del Baltico

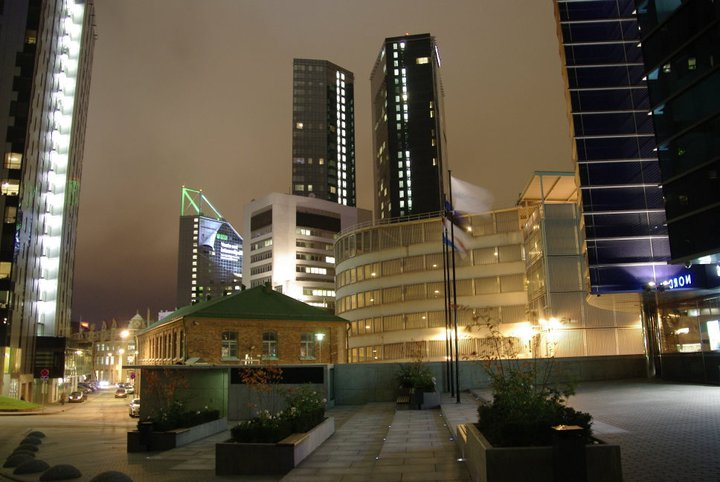
Il centro degli affari di Tallinn (distretto di Kesklinn)

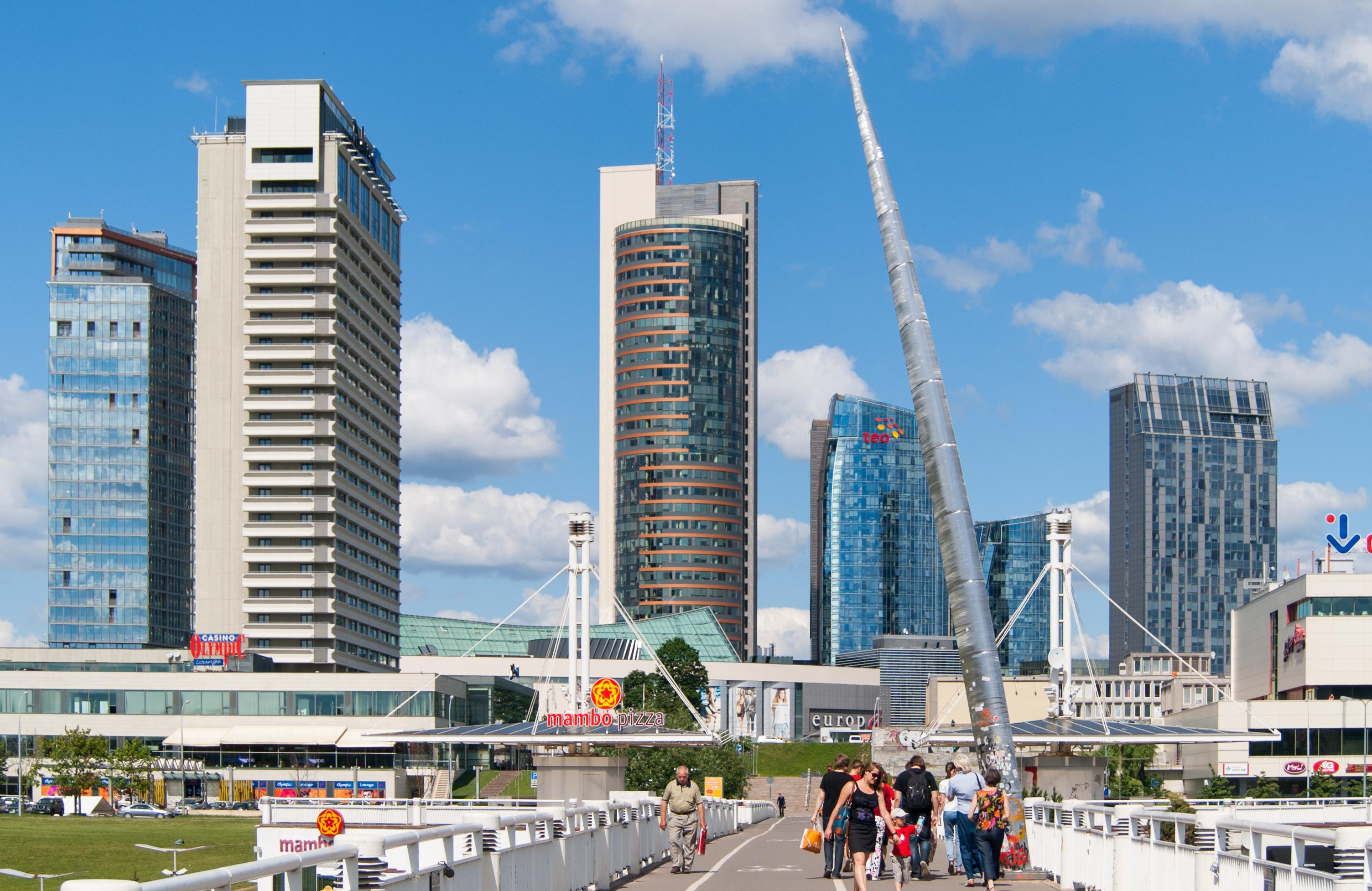
I grattacieli di recente costruzione eretti a Vilnius

Tigri del Baltico è un termine utilizzato per riferirsi alle tre repubbliche baltiche dell'Estonia, della Lettonia e della Lituania durante i periodi del loro boom economico, che iniziò dopo l'anno 2000 e che continuò fino al 2006—2007. Il termine è mutuato da altre espressioni simili, come Tigri asiatiche e Tigre celtica, utilizzati per descrivere i periodi di crescita economica in zone dell'Asia orientale e dell'Irlanda rispettivamente.

## Storia
Dopo il 2000, le economie delle tigri baltiche implementarono importanti riforme economiche e iniziative di liberalizzazione che, insieme ai bassi stipendi di queste nazioni e alla forza lavoro molto qualificata, attrassero ingenti quantità di capitali esteri. Tra il 2000 e il 2006 gli stati baltici ebbero i maggiori tassi di crescita in Europa, e questo andamento continuò fino al 2007. Nel 2006, ad esempio, il PIL dell'Estonia crebbe dell'11,2%, mentre la Lettonia crebbe dell'11,9% e la Lituania del 7,5%. Tutte e tre le nazioni, nel febbraio 2006, videro i propri tassi di disoccupazione scendere sotto la media europea; inoltre, l'Estonia è nella lista dei dieci stati con le economie più liberali al mondo, e nel 2006 fu classificata dalla Banca Mondiale come economia di alto livello. Le tre nazioni entrarono nell'Unione europea nel maggio 2004. L'Estonia, visti gli ottimi risultati economici raggiunti e il rispetto dei criteri di convergenza verso l'euro, ha adottato la moneta unica europea a partire dal 1º gennaio 2011; anche la Lettonia ha adottato l'euro verso il 1º gennaio 2014, mentre la Lituania ha adottato l'euro nel 2015.
Le economie baltiche prevedevano di continuare a crescere con un tasso annuale del 5-10% fino almeno al 2010. Nel decennio 2000-2010, il PIL doveva crescere in modo drastico, in modo simile a quanto successo in Irlanda nel boom economico degli anni novanta. Mentre il PIL pro-capite è circa al 60-75% della media UE, essi dovrebbero convergere, avvicinandosi tra loro non raggiungendo, comunque, quello dell'Unione europea nel prossimo futuro. Il 65% della media UE è un gran risultato, considerando che nel 1999, Lettonia e Lituania avevano un PIL pro capite pari al 25% di quello dell'UE.
Una delle caratteristiche negative della crescita economica degli stati baltici è stata la crescita sostanziale del deficit delle partite correnti; questo ha portato alcuni economisti a predire il rischio di uno scenario di recessione, e di crisi economica in Lettonia ed Estonia. D'altra parte, questi paesi hanno un debito pubblico molto basso (3,8% del PIL in Estonia, 17% in Lettonia), le banche centrali delle due nazioni hanno riserve ad avvicinarsi agli aggregati monetari M1, e le grandi banche private sono gestite dai giganti economici scandinavi.
Il governo estone è rimasto fiducioso e molto ottimista; questo deriva in qualche modo dalle proprie riserve finanziarie, che superano il 10% del PIL (dato del 2006) e che dovevano aumentare di circa il 3,6% dei PIL con la finanziaria del 2007. Il debito pubblico dell'Estonia è attualmente al 3,6% del PIL, il dato più basso nell'Unione europea, ma anche uno dei più bassi al mondo. La finanziaria del 2008 doveva produrre un surplus del PIL dell'1,5%.
Nel 2008, e in particolare nel 2009, tutti e tre gli stati baltici saranno duramente colpiti dalla crisi economica globale, con il PIL della Lituania che crollò del 14,8%, quello della Lettonia a -17,7% e quello dell'Estonia al -14,3%. La contrazione economica, però, è ascrivibile ad una particolare congiuntura internazionale più che a debolezze interne, e i tre Paesi Baltici hanno saputo riprendersi rapidamente. L'Estonia, in particolare, si conferma come il Paese più dinamico del trio baltico, anche grazie all'adozione dell'euro, e nel 2011 la crescita del suo PIL è stata dell'8% (stime).

## Statistiche

### Crescita annuale del PIL
|                                                | 2000 | 2001 | 2002 | 2003  | 2004 | 2005  | 2006  | 2007  | 2008  | 2009   | 2010  | 2011 |
| ---------------------------------------------- | ---- | ---- | ---- | ----- | ---- | ----- | ----- | ----- | ----- | ------ | ----- | ---- |
| Estonia                                        | 9,7% | 7,7% | 7,8% | 7,1%  | 7,5% | 9,2%  | 10,4% | 6,3%  | -3,6% | -14,5% | 2,3%  | 8,0% |
| Lettonia                                       | 6,9% | 8,0% | 6,5% | 7,2%  | 8,7% | 10,6% | 12,2% | 10,0% | -4,6% | -18%   | -0,3% | 4,5% |
| Lituania                                       | 4,2% | 6,7% | 6,9% | 10,2% | 7,4% | 7,8%  | 7,8%  | 8,9%  | 3,0%  | -14,8% | 1,4%  | 6,1% |
| Dati: Eurostat (i dati per il 2011 sono stime) |      |      |      |       |      |       |       |       |       |        |       |      |

### PIL pro capite
In dollari internazionali, nella teoria della parità dei poteri di acquisto (PPA). I numeri tra parentesi mostrano i PIL nazionali pro-capite come percentuale della media dell'Eurozona (misurata a PPA).
|                                         | 2000          | 2001           | 2002           | 2003           | 2004           | 2005           | 2006           | 2007           | 2008           |
| --------------------------------------- | ------------- | -------------- | -------------- | -------------- | -------------- | -------------- | -------------- | -------------- | -------------- |
| Estonia                                 | 9.893 (39,8%) | 10.947 (42,3%) | 12.060 (45,7%) | 13.244 (49,1%) | 14.830 (52,6%) | 16.482 (57,6%) | 18.818 (62,7%) | 20.584 (66,5%) | 20.259 (66,4%) |
| Lettonia                                | 7.670 (31,3%) | 8.532 (33,5%)  | 9.316 (35,8%)  | 10.262 (38,6%) | 11.505 (41,5%) | 13.181 (45,7%) | 15.349 (50,3%) | 17.436 (54,8%) | 17.071 (55,5%) |
| Lituania                                | 8.417 (34,6%) | 9.247 (36,6%)  | 10.090 (39,0%) | 11.410 (43,1%) | 12.622 (45,9%) | 14.218 (49,1%) | 15.921 (52,1%) | 17.907 (55,0%) | 18.945 (59,4%) |
| Dati del Fondo Monetario Internazionale |               |                |                |                |                |                |                |                |                |